# Moorilla Hobart International
Az Moorilla Hobart International egy évente megrendezett tenisztorna Ausztráliában, Hobart városában. Az első versenyt 1994-ben tartották meg, akkor a japán Endó Mana nyert. A torna 2020-ig International kategóriájú volt, 2023-tól a WTA 250 tornák közé sorolják. 

## Döntők

### Egyéni
| 1994 | Endó Mana                                     | Rachel McQuillan                              | 6–1, 6–7(1), 6–4                              |                                               |                                               |
| 1995 | Leila Meszhi                                  | Li Fang                                       | 6–2, 6–3                                      |                                               |                                               |
| 1996 | Julie Halard-Decugis                          | Endó Mana                                     | 6–1, 6–2                                      |                                               |                                               |
| 1997 | Dominique van Roost                           | Marianne Werdel Witmeyer                      | 6–3, 6–3                                      |                                               |                                               |
| 1998 | Patty Schnyder                                | Dominique van Roost                           | 6–3, 6–2                                      |                                               |                                               |
| 1999 | Chanda Rubin                                  | Rita Grande                                   | 6–2, 6–3                                      |                                               |                                               |
| 2000 | Kim Clijsters                                 | Chanda Rubin                                  | 2–6, 6–2, 6–2                                 |                                               |                                               |
| 2001 | Rita Grande                                   | Jennifer Hopkins                              | 0–6, 6–3, 6–3                                 |                                               |                                               |
| 2002 | Martina Suchá                                 | Anabel Medina Garrigues                       | 7–6(7), 6–1                                   |                                               |                                               |
| 2003 | Alicia Molik                                  | Amy Frazier                                   | 6–2, 4–6, 6–4                                 |                                               |                                               |
| 2004 | Amy Frazier                                   | Aszagoe Sinobu                                | 6–3, 6–3                                      |                                               |                                               |
| 2005 | Cseng Csie                                    | Gisela Dulko                                  | 6–2, 6–0                                      |                                               |                                               |
| 2006 | Michaëlla Krajicek                            | Iveta Benešová                                | 6–2, 6–1                                      |                                               |                                               |
| 2007 | Anna Csakvetadze                              | Vaszilisza Bargyina                           | 6–3, 7–6(3)                                   |                                               |                                               |
| 2008 | Eléni Danjilídu                               | Vera Zvonarjova                               | visszalépett                                  |                                               |                                               |
| 2009 | Petra Kvitová                                 | Iveta Benešová                                | 7–5, 6–1                                      |                                               |                                               |
| 2010 | Aljona Bondarenko                             | Sahar Peér                                    | 6–2, 6–4                                      |                                               |                                               |
| 2011 | Jarmila Groth                                 | Bethanie Mattek-Sands                         | 6–4, 6–3                                      |                                               |                                               |
| 2012 | Mona Barthel                                  | Yanina Wickmayer                              | 6–1, 6–2                                      |                                               |                                               |
| 2013 | Jelena Vesznyina                              | Mona Barthel                                  | 6–3, 6–4                                      |                                               |                                               |
| 2014 | Garbiñe Muguruza                              | Klára Zakopalová                              | 6–4, 6–0                                      |                                               |                                               |
| 2015 | Heather Watson                                | Madison Brengle                               | 6–3, 6–4                                      |                                               |                                               |
| 2016 | Alizé Cornet                                  | Eugenie Bouchard                              | 6–1, 6–2                                      |                                               |                                               |
| 2017 | Elise Mertens                                 | Monica Niculescu                              | 6–3, 6–1                                      |                                               |                                               |
| 2018 | Elise Mertens                                 | Mihaela Buzărnescu                            | 6–1, 4–6, 6–3                                 |                                               |                                               |
| 2019 | Sofia Kenin                                   | Anna Karolína Schmiedlová                     | 6–3, 6–0                                      |                                               |                                               |
| 2020 | Jelena Ribakina                               | Csang Suaj                                    | 7–6(7), 6–3                                   |                                               |                                               |
| 2021 | nem rendezték meg a koronavírus-járvány miatt | nem rendezték meg a koronavírus-járvány miatt | nem rendezték meg a koronavírus-járvány miatt | nem rendezték meg a koronavírus-járvány miatt | nem rendezték meg a koronavírus-járvány miatt |
| 2022 | nem rendezték meg a koronavírus-járvány miatt | nem rendezték meg a koronavírus-járvány miatt | nem rendezték meg a koronavírus-járvány miatt | nem rendezték meg a koronavírus-járvány miatt | nem rendezték meg a koronavírus-járvány miatt |
| 2023 | Lauren Davis                                  | Elisabetta Cocciaretto                        | 7–6(0), 6–2                                   |                                               |                                               |

### Páros
| 2007 | Jelena Lihovceva Jelena Vesznyina              | Anabel Medina Garrigues Virginia Ruano Pascual | 2–6, 6–1, 6–2                                 |                                               |                                               |
| 2008 | Anabel Medina Garrigues Virginia Ruano Pascual | Eléni Danjilídu Jasmin Wöhr                    | 6–2, 6–4                                      |                                               |                                               |
| 2009 | Gisela Dulko Flavia Pennetta                   | Aljona Bondarenko Katerina Bondarenko          | 6–2, 7–6(4)                                   |                                               |                                               |
| 2010 | Csuang Csia-zsung Květa Peschke                | Csan Jung-zsan Monica Niculescu                | 3–6, 6–3, [10–7]                              |                                               |                                               |
| 2011 | Sara Errani Roberta Vinci                      | Līga Dekmeijere Katerina Bondarenko            | 6–3, 7–5                                      |                                               |                                               |
| 2012 | Irina-Camelia Begu Monica Niculescu            | Csuang Csia-zsung Marina Eraković              | 6–7(4), 7–6(4), [10–5]                        |                                               |                                               |
| 2013 | Garbiñe Muguruza María Teresa Torró Flor       | Babos Tímea Mandy Minella                      | 6–3, 7–6(5)                                   |                                               |                                               |
| 2014 | Monica Niculescu Klára Zakopalová              | Lisa Raymond Csang Suaj                        | 6–2, 6–7(5), [10–8]                           |                                               |                                               |
| 2015 | Kiki Bertens Johanna Larsson                   | Vitalija Gyjacsenko Monica Niculescu           | 7–5, 6–3                                      |                                               |                                               |
| 2016 | Han Hszin-jün Christina McHale                 | Kimberly Birrell Jarmila Wolfe                 | 6–3, 6–0                                      |                                               |                                               |
| 2017 | Raluca Olaru Olha Szavcsuk                     | Gabriela Dabrowski Jang Csao-hszüan            | 0–6, 6–4, [10–5]                              |                                               |                                               |
| 2018 | Elise Mertens Demi Schuurs                     | Ljudmila Kicsenok Makoto Ninomiya              | 6–2, 6–2                                      |                                               |                                               |
| 2019 | Csan Hao-csing Latisha Chan                    | Kirsten Flipkens Johanna Larsson               | 6–3, 3–6, [10–6]                              |                                               |                                               |
| 2020 | Nagyija Kicsenok Szánija Mirza                 | Peng Suaj Csang Suaj                           | 6–4, 6–4                                      |                                               |                                               |
| 2021 | nem rendezték meg a koronavírus-járvány miatt  | nem rendezték meg a koronavírus-járvány miatt  | nem rendezték meg a koronavírus-járvány miatt | nem rendezték meg a koronavírus-járvány miatt | nem rendezték meg a koronavírus-járvány miatt |
| 2022 | nem rendezték meg a koronavírus-járvány miatt  | nem rendezték meg a koronavírus-járvány miatt  | nem rendezték meg a koronavírus-járvány miatt | nem rendezték meg a koronavírus-járvány miatt | nem rendezték meg a koronavírus-járvány miatt |
| 2023 | Kirsten Flipkens Laura Siegemund               | Viktorija Golubic Udvardy Panna                | 6–4, 7–5                                      |                                               |                                               |